# Луиза Австрийская
Луиза Австрийская и Тосканская (нем. Luise von Österreich-Toskana, урожд. Луиза Антония Мария Терезия Йозефа Иоганна Леопольдина Каролина Фердинанда Алиса Эрнестина Австрийская и Тосканская, нем. Luise Antonia Maria Theresia Josepha Johanna Leopoldine Karolina Ferdinande Alice Ernestina von Österreich-Toskana; 2 сентября 1870, Зальцбург — 23 марта 1947, Иксель) — эрцгерцогиня Австрийская из Тосканской ветви Габсбургов, в первом браке — наследная принцесса Саксонии, во втором вышла замуж за пианиста Энрико Тозелли.

## Биография
Эрцгерцогиня Луиза родилась 2 декабря 1870 года в Зальцбурге, став вторым ребёнком и первой дочерью в семье титулярного герцога Тосканского Фердинанда IV и его второй супруги принцессы Алисы Бурбон-Пармской. Отец — сын Леопольда II, великого герцога Тосканского и эрцгерцога Австрийского и Марии Антонии Бурбон-Сицилийской, мать — дочь Пармского герцога Карла III и французской принцессы Луизы Марии Терезы, внучки короля Карла X Французского.
Её отец был изгнан из Тосканы в 1860 году после отречения в 1859 году своего отца. Все попытки вернуть трон были тщетны, и семья переехала в Зальцбург, где стала жить при дворе императора Франца Иосифа, с которым состояли в родстве.
На момент рождения Луизы в семье уже был сын эрцгерцог Леопольд Фердинанд. Со временем появились ещё восемь детей. При рождении Луиза получила имя Луиза Антония Мария Терезия Йозефа Иоганна Леопольдина Каролина Фердинанда Алиса Эрнестина Австрийская и Тосканская с титулом «Её Императорское Высочество эрцгерцогиня Австрийская, принцесса Венгерская, принцесса Богемская и принцесса Тосканская».
Луиза приходилась двоюродной сестрой последней австрийской императрице Ците, Феликсу, супругу Великой герцогини Люксембурга Шарлотты, Хайме, герцогу Мадридскому и княгине Болгарии Марии Луизе.
В возрасте 17 лет Луиза получила предложение брака с принцем Педро Августом Саксен-Кобург-Готским, внуком императора Бразилии Педру II. После отказа к ней сватался Фердинанд, князь Болгарии. Он также получил отказ.
В юности Луиза, по свидетельству современников, была «живой девушкой с хорошим чувством вкуса».

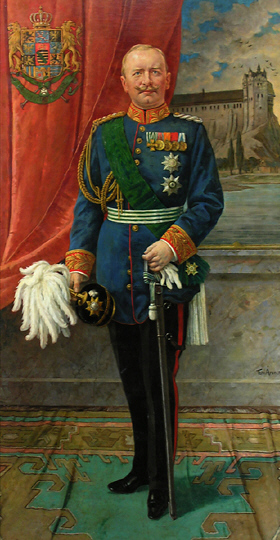
Первый супруг — король Фридрих Август III Саксонский

21 ноября 1891 года Луиза вышла замуж за наследного принца Саксонского Фридриха Августа, сына короля Саксонии Георга и Марии Анны Португальской. Свадьба прошла в Вене и стоила 20000 марок. В браке родилось семеро детей:
- Георг (1893—1943) — наследный принц Саксонии, стал священником и отказался от прав на престол в 1923, не женат;
- Фридрих Кристиан (1893—1968) — маркграф Мейсена, был женат на Елизавете Елене Турн-и-Таксис, имел пятеро детей;
- Эрнст Генрих (1896—1971) — был женат на Софии Люксембургской, после её смерти — на Вирджинии Дюлон, имел троих сыновей от первого брака;
- Мария Аликс Карола (род. и ум. 1898);
- Маргарита Карола (1900—1962) — супруга принца Фридриха Гогенцоллерна, имела семеро детей;
- Мария Алиса (1901—1990) — супруга принца Франца Йозефа Гогенцоллерн-Эмдена, имела четверо детей;
- Анна Пия (1903—1976) — супруга эрцгерцога Иосифа Франца Австрийского, затем — Реджинальда Казаньяни, имела восемь детей от первого брака.

Луиза была очень популярна в Саксонии. Однако она не ладила с семьей своего мужа, особенно с золовкой Матильдой Саксонской. Она не соблюдала придворный этикет, из-за чего постоянно ссорилась со своим свекром.
9 декабря 1902 года она сбежала из Дрездена. Король Георг угрожал спровадить её в психиатрическую больницу на всю жизнь, если она не вернётся. Но семья Луизы поддержала её. Всех своих детей она оставила в Саксонии, будучи в это время беременна седьмым ребёнком.

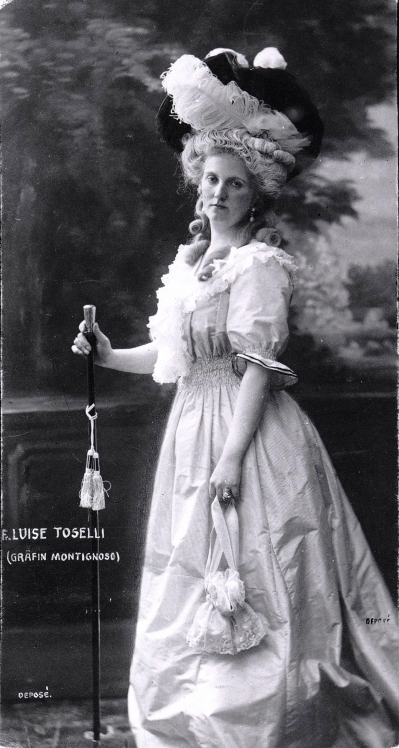
Луиза в роли Марии Антуанетты

1 февраля 1903 года она развелась с наследным принцем Фридрихом Августом, однако этого развода не признал император Франц Иосиф. Малолетняя дочь Анна Пия осталась жить с матерью.
23 сентября 1907 года Луиза повторно вышла замуж за итальянского музыканта Энрико Тозелли. У них родился один сын:
- Карло Эммануэле (1908—1969).

Через пять лет супруги развелись. Сын остался жить с отцом. Заключение Луизой второго брака сильно разгневало Франца Иосифа. Он лишил её всех титулов и званий, а также она больше не входила в императорскую семью. Её отец, титулярный герцог Тосканский дал ей титул графиня Монтиньозо. После второго развода принцесса Анна Пия переехала от матери в Дрезден к своим братьям и сестрам, и отцу, который к этому времени уже стал королём Саксонии.
Луиза пыталась вернуться в Дрезден, что бы увидеть своих детей. Но ей постоянно мешали королевские министры. В конце концов ей было разрешено с ними видеться на частных визитах. Все дети тепло отзывались о матери в своих мемуарах.
Бывшая эрцгерцогиня жила в замке Рамо в Лионе, бывала в Великобритании. В 1904 году она переехала к своей семье, которой принадлежал замок у берегов Боденского озера, позже переехала во Флоренцию.
В 1911 году она опубликовала мемуары, в которых открыто обвинила саксонских политиков и своего свёкра в том, что они боялись, что когда Луиза станет королевой, она будет иметь большое влияние на государственные дела и будет решать, кого из министров следует уволить. Книга свидетельствует, что её популярность в Саксонии всегда была выше, нежели у её свёкра-короля и бывшего мужа. Луиза была действительно популярна в Саксонии. Она сравнивала себя с Марией Антуанеттой, королевой Франции, которая так же, как и Луиза, не любила придворную жизнь и избегала официальных мероприятий.
После падения монархии в Австрии Луиза сама себе дала новый титул «графиня де Ysette». Её бывший первый муж больше не женился, так как считал, что католическая церковь не разорвала его союза с Луизой.
Скончалась Луиза в Брюсселе 23 марта 1947 года в возрасте 76 лет. Она была кремирована, урна с её прахом хранится в Зигмарингене, там же похоронены и её дети. Все имущество Луизы было передано в Центральный государственный архив Дрездена.
Была дамой испанского ордена Королевы Марии Луизы.